# John McCartan
Pour les articles homonymes, voir McCartan.
Temple de la renommée de l'IIHF : 1998
John William McCartan, dit Jack McCartan, (né le 5 août 1935, à Saint Paul), est un joueur américain de hockey sur glace. Lors des Jeux olympiques d'hiver de 1960, il remporte la médaille d'or,,.

## Palmarès
- Médaille d'or aux Jeux olympiques de Squaw Valley en 1960